# Richtlinie 2000/54/EG
Die Richtlinie 2000/54/EG ist eine Europäische Richtlinie, die als die Siebte Einzelrichtlinie zur Richtlinie 89/391/EWG (Arbeitsschutz-Rahmenrichtlinie) die Mindestanforderungen zum Schutz von Arbeitnehmern gegenüber biologischen Arbeitsstoffen ergänzt.

## Anwendung
Als die Siebte Einzelrichtlinie zur Richtlinie 89/391/EWG (Arbeitsschutz-Rahmenrichtlinie) wurde zunächst die Richtlinie 90/679/EWG veröffentlicht, die  die Anforderungen zum Schutz der Arbeitnehmer gegenüber der Gefährdung durch biologische Arbeitsstoffe bei der Arbeit ergänzte. Aufgrund von mehrfachen und umfangreichen Änderungen beschloss die EU die Richtlinie zu kodifizieren und aufzuheben und durch diese Richtlinie 2000/54/EG zu ersetzen.
Wie die Vorgängerrichtlinie legt auch diese Richtlinie die Vorschriften fest, die gelten sollen, falls eine Arbeitnehmerexposition gegenüber biologischen Arbeitsstoffen nicht vermieden werden kann und diese dadurch gefährdet werden können. Die Richtlinie 2000/54/EG wurden durch die Richtlinie (EU) 2019/1833 und danach durch die Richtlinie (EU) 2020/739 (Aufnahme von SARS-CoV-2 in die Liste der biologischen Arbeitsstoffe) geändert.
Entsprechend ihrem Infektionsrisiko unterteilt die Richtlinie die biologischen Arbeitsstoffe in vier Risikogruppen:
- Gruppe 1 umfasst die biologischen Arbeitsstoffe, durch die eine Erkrankung von Menschen unwahrscheinlich ist.
- Gruppe 2  enthält die biologischen Arbeitsstoffe, welche zwar eine Krankheit beim Menschen hervorrufen können, deren Verbreitung in der Bevölkerung aber unwahrscheinlich ist und gegen die eine wirksame Prävention oder Behandlung existiert.
- Gruppe 3 umfasst solche biologischen Arbeitsstoffe, die eine schwere Erkrankung beim Menschen verursachen können und bei denen es die Gefahr einer Verbreitung in der Bevölkerung gibt. Wie bei Gruppe 2 existiert eine mögliche wirksame Vorbeugung oder Behandlung.
- Gruppe 4 enthält die Stoffe, die eine schwere Krankheit beim Menschen hervorrufen können, wobei die Verbreitung in der Bevölkerung wahrscheinlich und eine wirksame Behandlung nicht möglich ist.

Der Arbeitgeber muss in regelmäßigen Abständen Art, Umfang und Dauer des Expositionsrisiko beim Umgang biologischen Arbeitsstoffen ermitteln und entsprechende präventive Maßnahmen festlegen. Falls möglich, hat der Arbeitgeber gefährliche Arbeitsstoffe durch weniger gefährliche oder ungefährliche Stoffe zu ersetzen. Ein bestehendes Risiko muss durch den Arbeitgeber so gering wie möglich gehalten werden. Dies schließt unter anderem ein, die Anzahl der exponierten Arbeitnehmer auf ein Mindestmaß zu begrenzen und die Freisetzung der Arbeitsstoffe durch geeignete Verfahren am Arbeitsplatz zu kontrollieren. Zusätzlich sind  Vorkehrungen gegen Unfälle, sowie für den sicheren Umgang, Lagerung, Transport und Beseitigung der Arbeitsstoffe bzw. Abfälle zu treffen. Daneben muss er (allgemeine und persönliche) Schutzmaßnahmen festzulegen und Warnhinweise anbringen sowie durch Hygienemaßnahmen die Gefahr der Übertragung außerhalb des Arbeitsplatzes verringern oder verhüten.
Der Arbeitgeber muss die zuständigen Behörden über die erstmalige Verwendung von Substanzen der Gruppe 2 und höher unterrichten und über die Arbeitnehmer, welche den Stoffen der Gruppe 3 oder 4 ausgesetzt sind, ein entsprechendes Verzeichnis zu führen, welche maximal 40 Jahre aufzubewahren ist. Zudem muss der Arbeitgeber die Arbeitnehmer und deren Vertreter über mögliche Gesundheitsgefahren, geeignete Hygienevorschriften, die Expositionsverhütung sowie das Tragen von Schutzausrüstung informieren und unterweisen und bei einem Unfall oder Zwischenfall über Ursachen, Gefahren und Maßnahmen unterrichten.
Die EU-Länder sind  verpflichtet zur Überwachung der Gesundheit der Arbeitnehmer vor und nach der Exposition gegenüber biologischen Arbeitsstoffen  geeignete Vorkehrungen zu treffen.

## Aufbau der Richtlinie 2000/54/EG
- KAPITEL I ALLGEMEINE BESTIMMUNGEN
  - Artikel 1 Ziel der Richtlinie
  - Artikel 2 Definitionen
  - Artikel 3 Anwendungsbereich – Ermittlung und Abschätzung der Risiken
  - Artikel 4 Anwendung der einzelnen Artikel im Zusammenhang mit der Risikoabschätzung
- KAPITEL II PFLICHTEN DER ARBEITGEBER
  - Artikel 5 Ersetzung
  - Artikel 6 Verringerung der Risiken
  - Artikel 7 Unterrichtung der zuständigen Behörde
  - Artikel 8 Hygienemaßnahmen und individuelle Schutzmaßnahmen
  - Artikel 9 Unterrichtung und Unterweisung der Arbeitnehmer
  - Artikel 10 Unterrichtung der Arbeitnehmer in besonderen Fällen
  - Artikel 11 Führung eines Verzeichnisses exponierter Arbeitnehmer
  - Artikel 12 Anhörung und Mitwirkung der Arbeitnehmer
  - Artikel 13 Anmeldung bei der zuständigen Behörde
- KAPITEL III VERSCHIEDENE BESTIMMUNGEN
  - Artikel 14 Gesundheitsüberwachung
  - Artikel 15 Human- und veterinärmedizinische Gesundheitseinrichtungen mit Ausnahme von Untersuchungslaboratorien
  - Artikel 16 Besondere Maßnahmen für industrielle Verfahren, Laboratorien und Tierhaltungsräume
  - Artikel 17 Datenauswertung
  - Artikel 18 Einstufung der biologischen Arbeitsstoffe
  - Artikel 19 Anhänge
  - Artikel 20 Informationen der Kommission
  - Artikel 21 Aufhebung
  - Artikel 22 Inkrafttreten
  - Artikel 23 Adressaten
- ANHANG I INFORMATORISCHE LISTE DER TÄTIGKEITEN
- ANHANG II SYMBOL FÜR BIOGEFÄHRDUNG
- ANHANG III GEMEINSCHAFTLICHE EINSTUFUNG
- ANHANG IV PRAKTISCHE EMPFEHLUNGEN FÜR DIE GESUNDHEITSÜBERWACHUNG VON ARBEITNEHMERN
- ANHANG V ANGABEN ZU DEN SICHERHEITSMASSNAHMEN UND SICHERHEITSSTUFEN
- ANHANG VI SICHERHEITSMASSNAHMEN FÜR INDUSTRIELLE VERFAHREN
- ANHANG VII EMPFOHLENE VERHALTENSREGELN BEI IMPFUNG
- ANHANG VIII
  - TEIL A Aufgehobene Richtlinie und ihre folgenden Änderungen
  - TEIL B Liste der Fristen für die Umsetzung in nationales Recht
- ANHANG IX ÜBEREINSTIMMUNGSTABELLE